# Imitáció (zene)
Az imitáció szó utánzást jelent. Rengeteg zenei forma épít erre Palestrina műveitől Bachon át egészen a modern kor szerzőiig. A legegyszerűbb imitációs szerkesztési forma a kánon. Itt a szólamok belépése egy adott hanghoz kötött ugyan, de az összes szólam ugyanazt a témát hozza. Értékduplázó az imitáció, ha a téma hangjait az imitáló szólam megfelezi, értékfelező, ha megduplázza. A tükör-kánonnál az imitáló szólam hangközei tükörképként annyit mozdulnak az ellenkező irányba, mint az első szólam alkotóelemei. Erre példa Bach tükörfúgája a Fúga művészetéből.
Az imitációnak több válfaja van, ezen belül megkülönböztetünk szigorú, ill. kötött imitációt. A szigorú imitációnál valamilyen kritériumhoz van igazítva a társszólam(ok) menete, míg a szabadnál a téma anyaga nem ugyanaz, csak hasonlít a vezérdallamhoz. Az imitáció a legnagyobb jelentőségre a barokk kor hangszeres zenéjében tett szert, de itt már a tonalitási viszonyok is mérlegelendőek voltak, például az utánzó szólamnak az utánzás ellenére az első szólammal egyszerre kellett hangnemet váltania. A legfontosabb alkalmazása, és egyben a csúcsa a műfajnak a fúga, ahol a témák imitációs belépései szinte mindig új hangnemet jelentettek, de a variációs formák, mint a chaccone, a passacaglia is sokat merít ebből az építkezési elvből.